# Министр без портфеля
«Министр без портфеля» — член кабинета министров, не ведающий отдельной отраслью государственного управления, но имеющий в кабинете одинаковое с другими министрами право голоса, член правительства, который не руководит министерством и/или иным центральным органом исполнительной власти, но имеет полномочное право голоса на заседаниях правительства, а также выполняет отдельные поручения премьер-министра.
«Министр без портфеля» чаще всего существует в государствах и странах, которыми управляет кабинет министров, особенно в случае коалиционного правительства. Обычно министрами без портфеля назначаются политики, которые могут обеспечить правительству поддержку депутатов законодательного собрания от своих политических партий. В различных государствах и странах министры без портфеля могут называться по-разному, например, в Великобритании, Индии, Ирландии, Канаде, Пакистане, Японии — государственный министр, в Германии — министр по особым поручениям.

## Англия
В Англии секретарь (канцлер) герцогства Ланкастерского (Chancellor of the Duchy of Lancaster) — член кабинета, министр без портфеля.

## СССР и Россия
Практика назначения министров без портфеля распространена во многих государствах и странах мира, в том числе и в России.
В СССР для обозначения должности министра без портфеля использовалось словосочетание «министр СССР», добавляемое к наименованию основной должности. Так, министрами без портфеля в СССР в разное время являлись:
- Н. К. Байбаков, в 1963—1965 годах — председатель Государственного комитета химической и нефтяной промышленности при Госплане СССР — министр СССР;
- Н. П. Дудоров, в 1962—1972 годах — начальник Главмоспромстройматериалов при Мосгорисполкоме — министр СССР;
- Б. Н. Ельцин, в 1988—1989 годах — первый заместитель Председателя Госстроя СССР — министр СССР;
- В. П. Зотов, в различное время (1962—1965 годах) — заместитель Председателя Госплана СССР в ранге министра, министр СССР, начальник Управления пищевой промышленности Совнархоза (СНХ) СССР в ранге министра, заместитель председателя СНХ — министр СССР;
- И. И. Кузьмин, в 1959—1960 годах — председатель Государственного научно-экономического совета Совмина СССР — министр СССР;

и другие государственные деятели.
В Российской Федерации должность «министра без портфеля» (официальные наименование — «министр Российской Федерации» или «член Правительства Российской Федерации») продолжает существовать.
Так, министрами без портфеля в разное время являлись:
- Н. И. Травкин — в 1994—1996 годах;
- Е. Г. Ясин — в 1997—1998 годах;
- Р. Г. Абдулатипов — в 1999—2000 годах;
- В. В. Елагин — в 2000—2002 годах (курировал социально-экономическое развитие Чеченской Республики);
- С. В. Ильясов — в 2002—2004 годах (курировал социально-экономическое развитие Чеченской Республики);
- В. Ю. Зорин — в 2001—2004 годах (курировал национальную политику)

После административной реформы России первым министром без портфеля стал Владислав Путилин, директор Департамента экономики программ обороны и безопасности Минэкономразвития России, назначенный 20 марта 2006 года на должность Первого заместителя Председателя Военно-промышленной комиссии при Правительстве Российской Федерации.
В первом правительстве Медведева, назначенном 21 мая 2012 года, министром Российской Федерации без портфеля был назначен Михаил Абызов, отвечавший за организацию работы Правительственной комиссии по координации деятельности «Открытого правительства».